# Jindřichův Hradec
Jindřichův Hradec (németül: Neuhaus) város Csehországban, a Dél-csehországi kerületben.

## Fekvése
A Vajgar-tó partján fekszik. A város a vár körül alakult ki a 18. században, a Csehországból Ausztriába vezető út mentén.

## Története
1801-ben nagy tűzvész pusztított itt sok épületet tönkretéve, de klasszicista stílusban újjáépítették.

## Nevezetességei
- A város főterén reneszánsz, barokk és klasszicista homlokzatú házak sorakoznak egymás mellett. Itt áll a gótikus eredetű, de mára már klasszicista stílusúra átépített városháza is.
- Jindřichův Hradec vára  (15. századi erődítésből mára már csak néhány kapu és bástya maradt fenn).
- A várkastélyban ma múzeum található. A várkastély csodálatos reneszánsz loggiájával a harmadik várudvart veszi körül.

Északkeleti oldalán áll a Szentlélek-kápolna. A mellette levő helyiségben pedig 1338-ból való Szent György legendáját ábrázoló freskók maradtak fenn. A vár északi sarkában álló hengeres vártorony melletti szobában pedig kora gótikus kandalló látható, ettől nyugatra áll a gótikus öreg kapu.
- Mária Magdolna templom
- Keresztelő Szent János-templom
- Szent Katalin templom
- Plébánia templom
- Múzeum
- II. Rákóczi Ferenc az itteni jezsuita iskolába került, miután 1688-ban elvették édesanyjától, Zrínyi Ilonától.
- Bedřich Smetana - a későbbi nagy zeneszerző 1831 és 1835 között gyermekként a vár melletti régi serfőzdében lakott.

## Gazdaság
A város a cseh gobelinipar központja.

## Népessége
A település népessége az elmúlt években az alábbi módon változott:
| Lakosok száma | 8650 | 9285 | 9590 | 10 701 | 20 096 | 21 850 | 21 551 | 21 445 | 20 437 | 20 747 |
|               | 1869 | 1900 | 1921 | 1961   | 1980   | 2012   | 2016   | 2019   | 2021   | 2024   |

## További információk

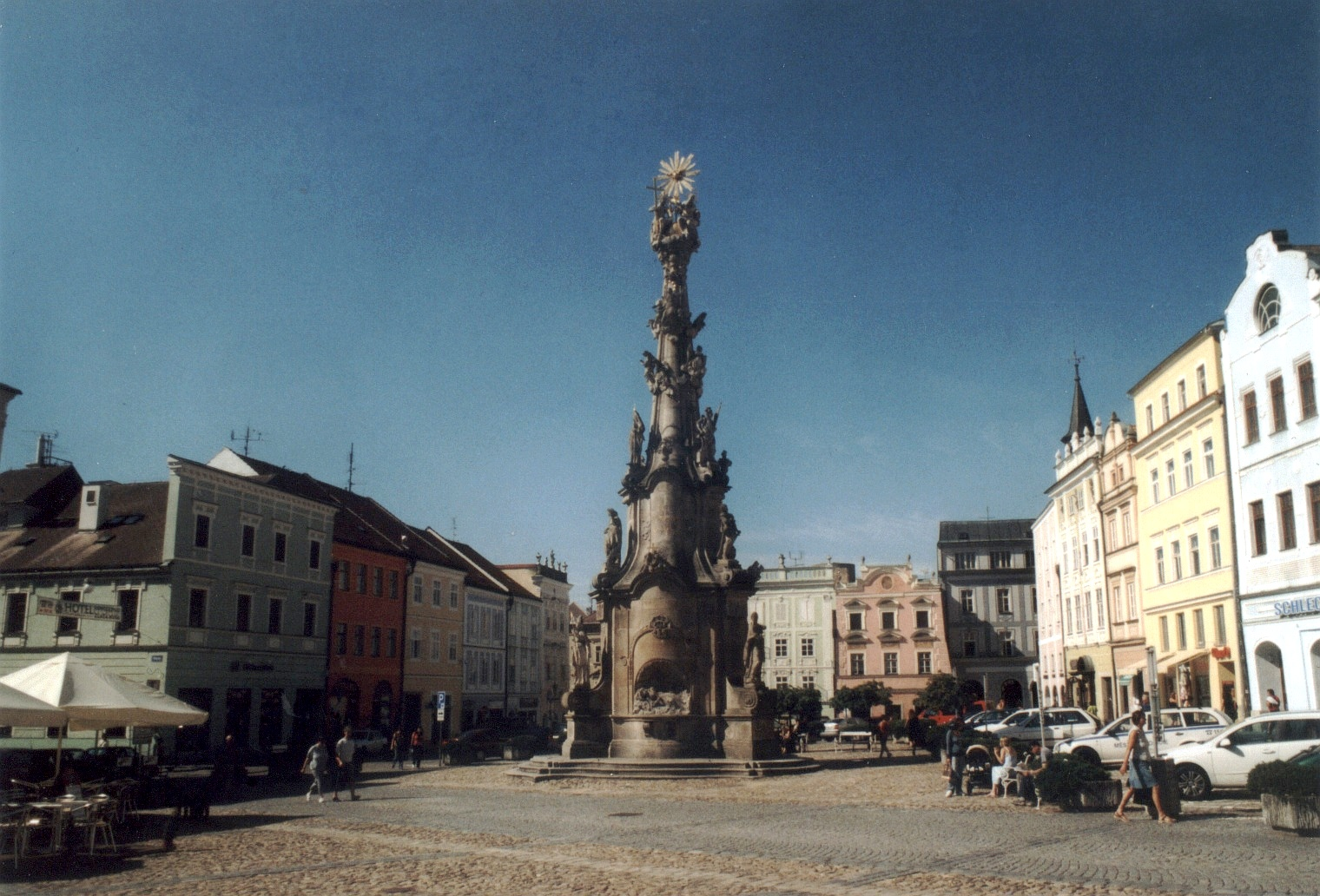
A főtér